# Talfer

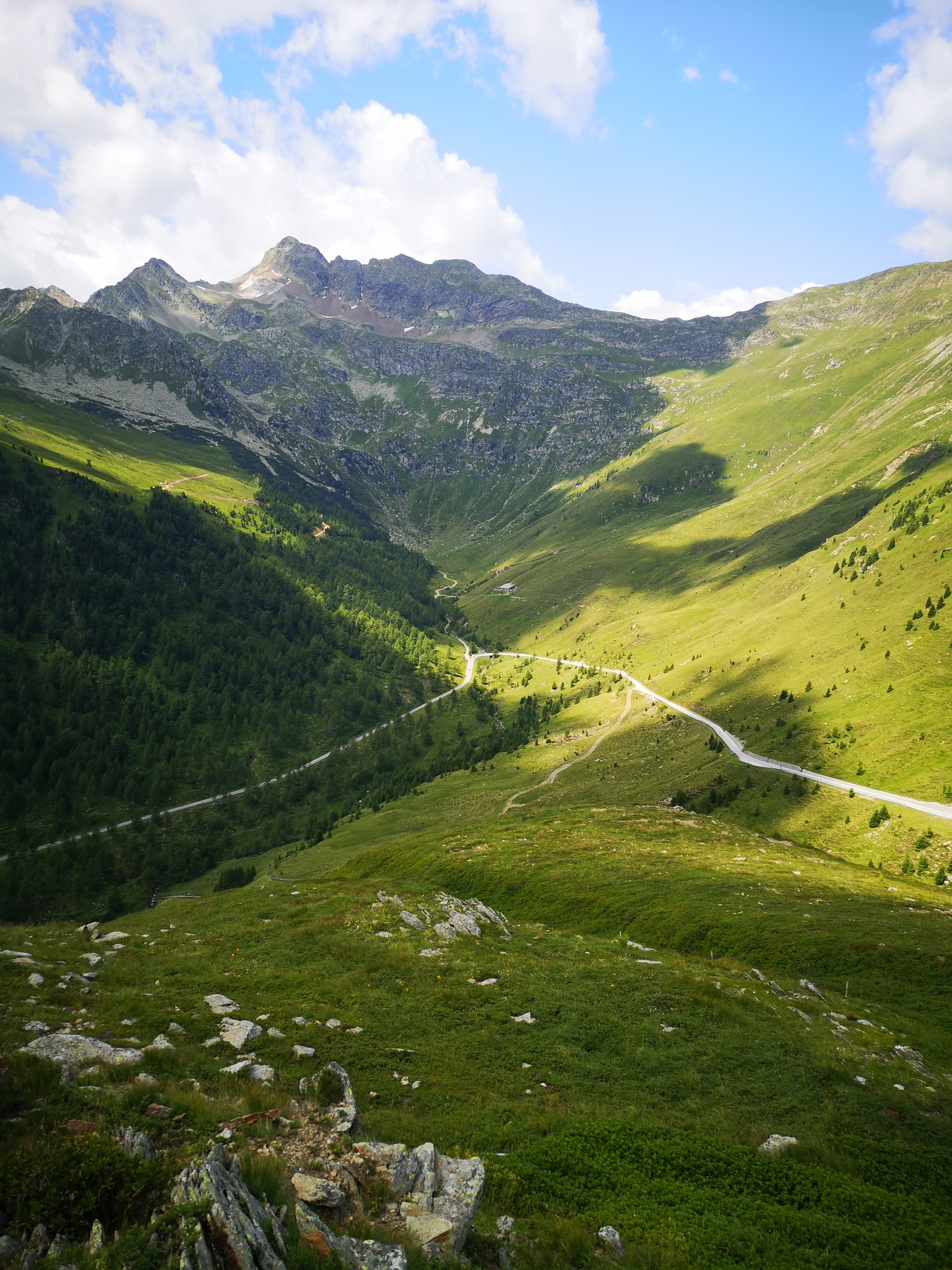
Blick auf das Quellgebiet der Talfer im hinteren Sarntal unter dem Weißhorn

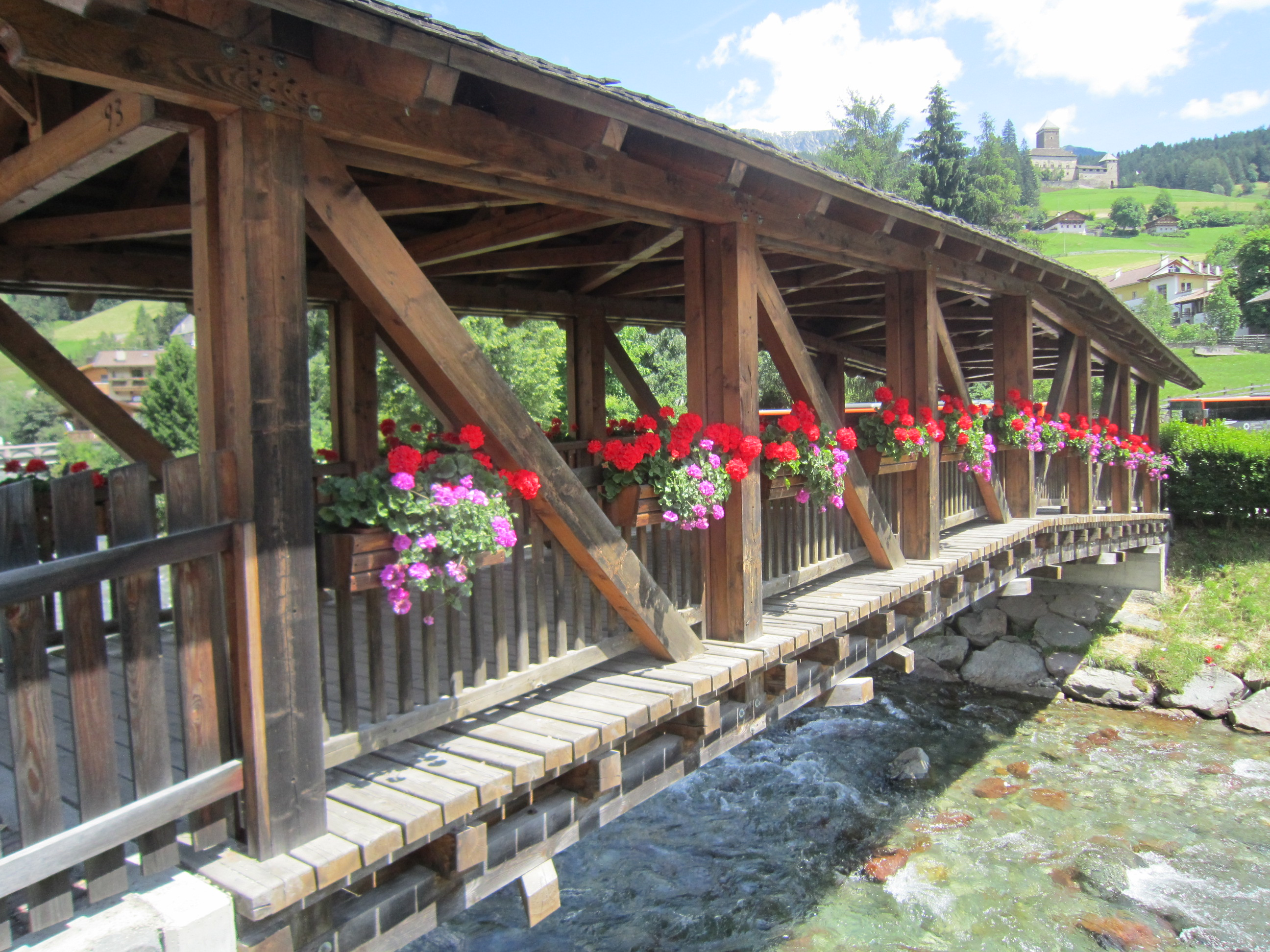
Gedeckte Brücke über die Talfer in Sarnthein

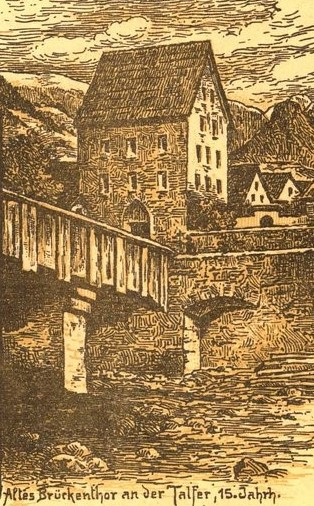
Die alte, bis 1900 bestehende Talferbrücke mit dem ebenfalls abgerissenen spätmittelalterlichen Talferbrückentor, Detail der Neujahrsentschuldigungskarte der Stadt Bozen von 1922

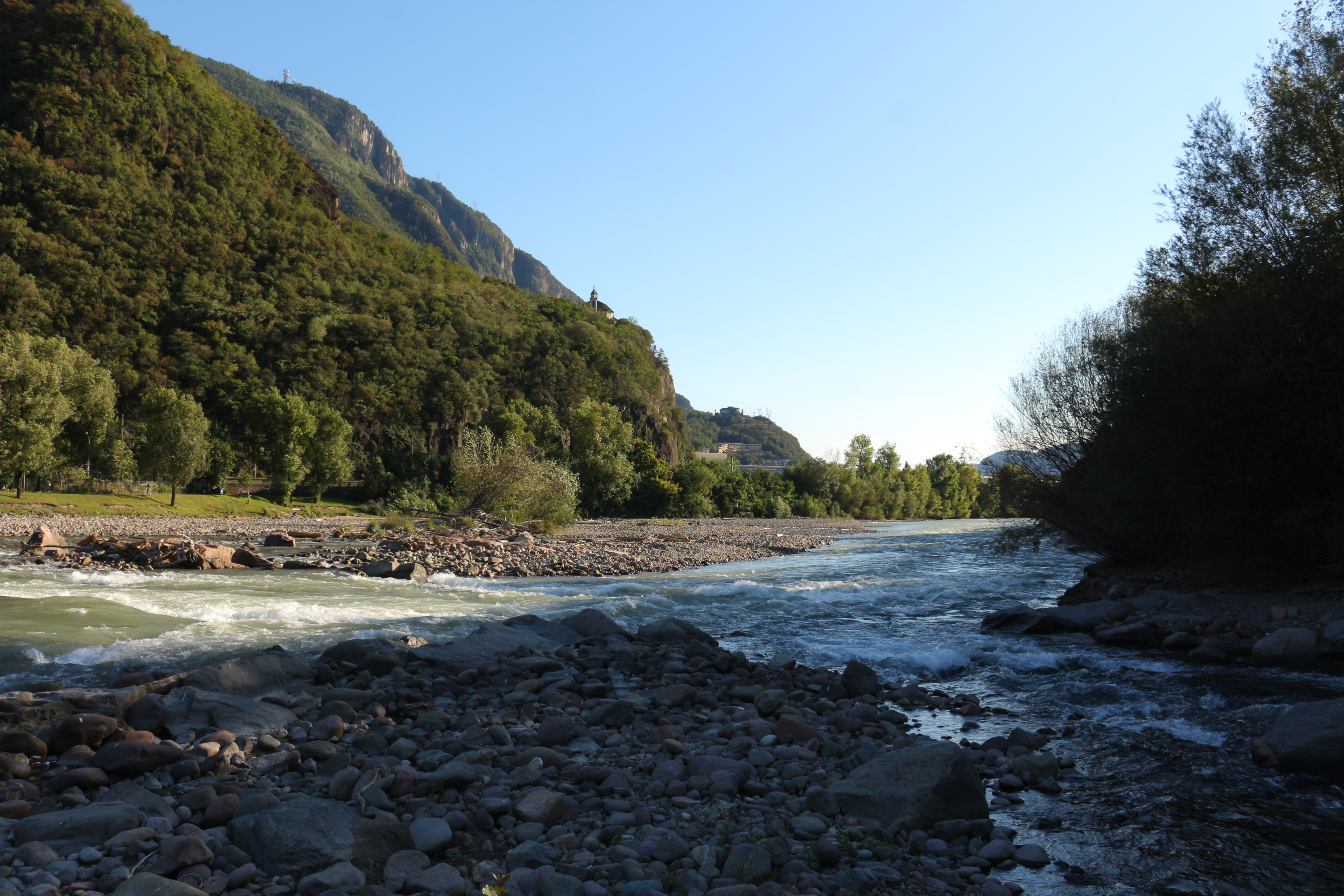
Mündung der Talfer (rechts) in den Eisack (links)

Die Talfer (italienisch Talvera) ist ein Fluss in Südtirol (Italien). Sie durchquert das Sarntal und die Sarntaler Alpen von Nord nach Süd.

## Ursprung und Einzugsgebiet
Ihren Ursprung hat die Talfer am Osthang des Penser Weißhorns. Sie durchfließt den Penser Tal genannten nördlichen Abschnitt des Sarntals, nimmt bei Astfeld den aus dem gleichnamigen Nebental fließenden Durnholzer Bach auf und durchquert zuletzt die Sarner Schlucht, um nach 45,5 km Länge auf einer Meereshöhe von 259 m in Bozen in den Eisack zu münden.
Mit einem Einzugsgebiet von 429 km² ist die Talfer einer der größten Seitenzubringer des Eisacks. Wichtige Zuflüsse sind neben dem Durnholzer Bach noch der Weißenbach, der Sagbach, der Öttenbach, der Tanzbach und der Afinger Bach. Auf seiner Wegstrecke durchquert oder berührt der Fluss die Gemeindegebiete von Sarntal, Jenesien, Ritten und Bozen. Im Bozner Stadtbereich fließt der Talfer rechtsseitig der Fagenbach zu.

## Hydroelektrische Nutzung
Bei Bad Schörgau 2 km südlich von Sarnthein wird der Talfer Wasser entnommen und über einen 9 km langen Stollen in den Wangener Stausee geführt. Von dort wird es über Druckrohre (Fallhöhe 595 m) zum Wasserkraftwerk St. Anton geleitet, wo jährlich knapp 300 GWh Strom produziert werden. 

## Die Talfer als Stadtfluss
Mehr noch als die größeren Flüsse Eisack und Etsch ist die Talfer der Fluss Bozens, die Stadt wird daher auch „Talferstadt“ genannt. Der Name Talfer ist erstmals in einer lateinischen Traditionsnotiz des Klosters Ebersberg von ca. 1080 als fluvius Talaverna verschriftlicht worden. Er ist etymologisch wohl auf das vorrömische *Talaverina zurückzuführen, was sich als „Schutt, Bachbett, sandiges Gelände“ deuten lässt. Die Flurbezeichnung Talfergries im Bozner Stadtviertel Zentrum, bereits 1348 urkundlich bezeugt, ist somit gleichsam tautologisch, da Gries auf ahd. „Sand, Kies“ zurückzuführen ist.
In Bozen gibt es mehrere Straßennamen, die sich auf die Talfer beziehen: Talfergasse, Zum Talfergries, Bozner Wassermauer, Grieser Wassermauer und Quireiner Wassermauer. Bis zur Erbauung der beiden durchgehenden Talferdämme („Wassermauern“) entlang der Talferufer wurden die Bozner und Grieser immer wieder von Überschwemmungen heimgesucht, auch wenn bereits seit dem Spätmittelalter Wasserschutzbauten bestanden haben; gemäß der Bozner Chronik wurde mit dem Bau einer Wassermauer bei Schloss Maretsch schon 1340 begonnen („... das man die mawr von Maretz anfieng zu pawen herab fur die stat ...“). Im Jahr 1357 inspizierte der Tiroler Landesfürst Markgraf Ludwig von Brandenburg die vom „wazzer der Taluernen“ verursachten Überschwemmungsschäden und ordnete die Erhebung einer eigenen Steuer für die Errichtung besserer Schutzbauten an. 1405 ist die Erhebung einer eigenen Talfersteuer („culta seu steura contra aquam Taluerne“) zwecks Finanzierung von Wasserschutzbauten urkundlich bezeugt. Im Bozner Stadtratsprivileg des römisch-deutschen Königs Friedrich III. von 1442 wurde eine kommunale Verpflichtung zur Errichtung von Wasserschutzbauten „für die Taluern unnd annder wasser, die der stat zu schaden gienngen“ festgeschrieben. Einer großen Überschwemmung von 1541 verdankt Bozen-Gries die älteste überlieferte Stadtansicht, angefertigt von dem damaligen Bürgermeister Leonhard Hörtmair (Hiertmair).
An der Bozner Talferbrücke befand sich in vormoderner Zeit eine stadtseitig gelegene Zollstelle zur Erhebung von Tarifen des Warentransits. Rechtsufrig lag nördlich der Talferbrücke die sogenannte Holzreif, ein Anlandungspunkt für Triftholz. Seit dem Spätmittelalter ist eine genossenschaftlich organisierte Talferleege bezeugt, die für die Wassernutzung und die Uferverbauung zuständig war. Im Jahr 1772 wurden die Obere und die Untere Talferleege in eine einzige Körperschaft, die St. Antoni oder Talfer Leege, zusammengeführt, deren Archiv bis in diese Zeit zurückreicht.
In den Jahren 1899–1900 ließ die Bozner Stadtverwaltung unter Bürgermeister Julius Perathoner von der Firma Waagner-Biro die noch heute bestehende, neue Talferbrücke errichten. In der Zeit des italienischen Faschismus hätte diese, gemäß den Planungen des Regimes, einer verkürzten Brücke weichen sollen („Ponte Claudio“), der die zwecks Anlage von Funktionsbauten auf der Grieser Seite stark verengte Talfer überbrücken hätte sollen; dieses Vorhaben unterblieb nur aufgrund des Kriegsbeginns und des darauffolgenden Zusammenbruchs der faschistischen Diktaturen. Seit den 1970er Jahren ist hingegen dank der Regulierung des Talferbetts im Bozner Stadtgebiet eine weitläufige Erholungszone und grüne Lunge entstanden: Die sogenannten Talferwiesen sind mit ihren Sportanlagen, Laufwegen und Liegewiesen heute wesentlicher Teil des städtischen Freizeitangebots, bieten aber auch im oberen rechtsufrigen Bereich Platz für Sportanlagen verschiedener Vereine.
Sehenswert ist die gedeckte Brücke über die Talfer in Sarnthein.
Im Bozner Stadtgebiet bildet eine bereits seit dem Spätmittelalter bezeugte linksseitige Ableitung bei Schloss Klebenstein den ehemals offen verlaufenden, heute gedeckten Mühlbach. Ebendort nutzt auch das Kraftwerk Rendelstein die Wasserkraft des Flusses zur Stromgewinnung.

## Medien
- Film Die Talfer von Evi Keifl und Peter Obexer, 2013, 56 min (Trailer)